# هومتاون غلوري
هومتاون جلوري (بالإنجليزية: Hometown Glory)‏ هي أول أغنية أصدرتها أديل من ألبوم "19". صدرت في أكتوبر، 2007 واحتلت المرتبة الـ 19 في المملكة المتحدة.